# The Nineteenth Century (журнал)

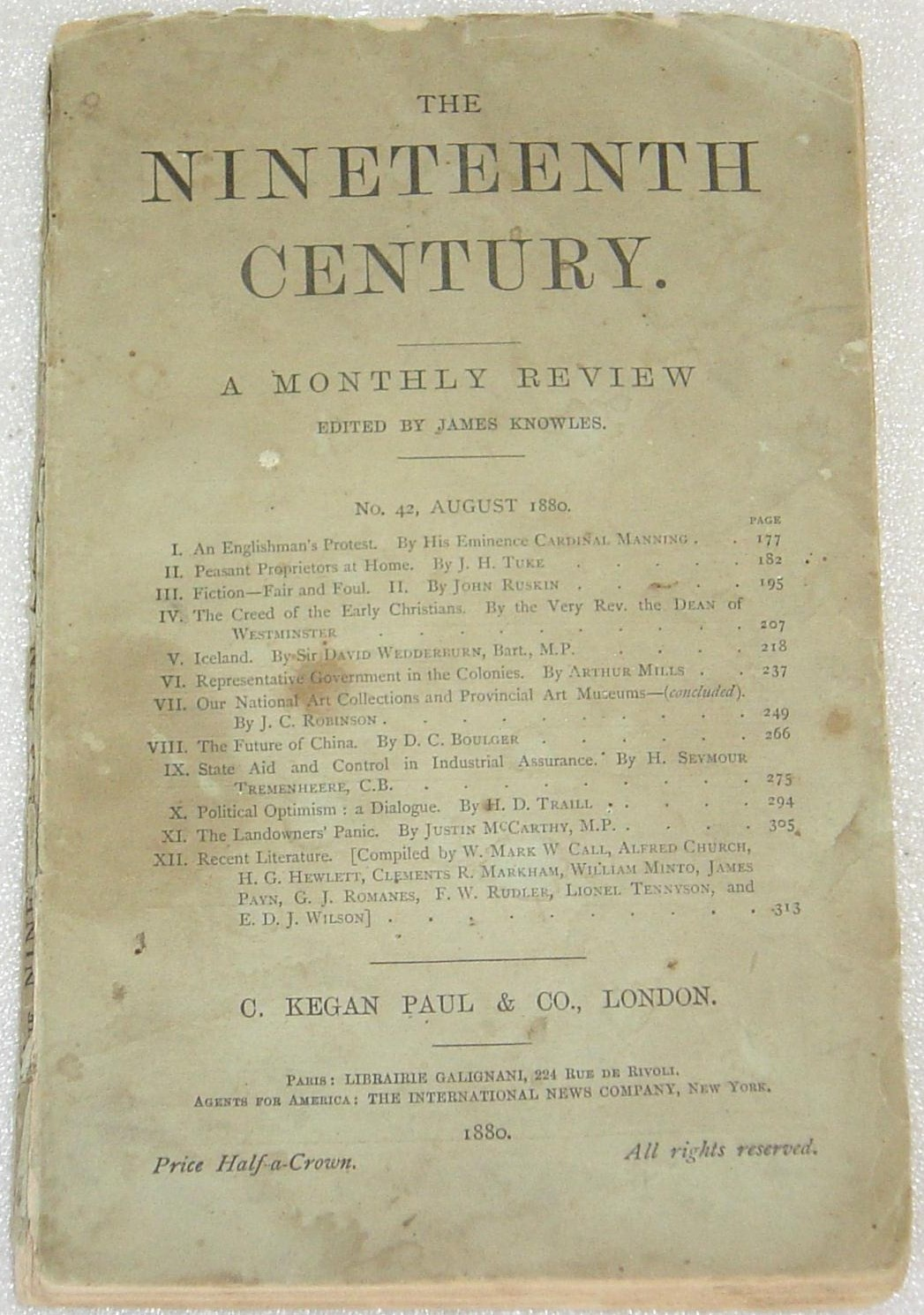
Видання від серпня 1880 року

Дев'ятнадцяте сторіччя (англ. The Nineteenth Century) — британський щомісячний літературний журнал, заснований сером Джеймсом Ноулзом. Багато зі співробітників журналу «Дев'ятнадцяте сторіччя» належали до Метафізичного товариства. Головне завдання журналу полягало у публікації полеміки провідних інтелектуалів.
У 1901 році назву журналу змінено на «Дев'ятнадцяте сторіччя і після». У жовтні 1933 року журнал опублікував огляд праць Герберта Уеллса, який здійснив Джеральд Герд. Назву журналу згодом знову замінено на «Дев'ятнадцяте сторіччя» (1951 рік). Журнал друкувався до 1972 року. Незадовго до раптового вибуху Першої світової війни, журнал, зокрема, заявив, що «Єдиним судом, де зможуть і будуть розглядати спірні питання націй, є Божий суд, тобто війна».